# وگ (مجله)

تخت جمشید و تبلیغ در مجلهٔ وُگ در سال ۱۳۴۸

وُگ (به انگلیسی: Vogue) یک مجلهٔ ماهانهٔ مد و سبک زندگی آمریکایی است که موضوعات زیادی از جمله مد، زیبایی، فرهنگ و زندگی را پوشش می‌دهد. وُگ ابتدا در سال ۱۸۹۲ در نیویورک سیتی به عنوان روزنامهٔ هفتگی شروع به کار کرد، قبل از این که سال‌ها بعد به ماهنامه تبدیل شود. در حال حاضر، ۲۶ نسخهٔ بین‌المللی از مجله وجود دارد.

## تاریخچه
مجلهٔ وگ در ۱۷ دسامبر سال ۱۸۹۲ توسط یک تاجر آمریکایی به نام آرتور بالدوین ترنر در ابتدا به صورت هفته‌نامه و دربارهٔ عادات و سبک زندگی و تفریحات اقشار سطح بالای جامعهٔ آمریکا به چاپ می‌رسید.
کُنده مُنترُز نَست مجله را از ترنر خرید و مطالب مجله را روی مد و اتفاقات روز متمرکز کرد. مجله شهرت جهانی پیدا کرد و از دههٔ ۱۹۱۰ نسخه‌هایی از مجله به اروپا هم فرستاده شد.
با مدیریت دایانا وریلند در دههٔ ۱۹۶۰ مجله تحت تأثیر جنبش‌های برابری‌خواهی در مد قرار گرفت و کارهای هنرمندان پاپ آرت را منعکس کرد.
در سال ۱۹۷۳ مجلهٔ وگ تحت مدیریت گریس میرابلا برای افزایش مخاطب تغییراتی اعمال شد؛ مثلاً مجله تبدیل به ماهنامه شد، موضوعاتی مانند مصاحبه، مقالاتی دربارهٔ اتفاقات هنری، علمی و بهداشتی در مجله به چاپ رسید.
آنا وینتور در ژوئیهٔ ۱۹۸۸ با عنوان سردبیری مجله جانی تازه به مجله بخشید. او سعی کرد مخاطبان مجله را گسترده‌تر کند و همچنین در ایجاد فراگیر شدن نظارت داشته باشد.